# Nedre Hälltjärnen
Nedre Hälltjärnen är en sjö i Bollnäs kommun i Hälsingland och ingår i Testeboåns huvudavrinningsområde. Sjön är 16,7 meter djup, har en yta på 0,026 kvadratkilometer och befinner sig 313 meter över havet.